# Paolo Parente
Paolo Parente (Sanremo, 5 marzo 1965) è un disegnatore italiano attivo nel campo fantasy.

## Biografia
Dopo essersi diplomato presso la scuola di Italian Fashion Marangoni, esordisce come designer di moda, come designer e illustratore.
Nel 1990 esordisce come illustratore fantasy curando per la milanese Stratelibri i disegni dell'edizione italiana di Girsa, il gioco di ruolo del Signore degli Anelli e successivamente è direttore artistico e principale illustratore dei fascicoli editi da Hobby & Work Mutant Chronicles.
Successivamente realizza illustrazioni per molte delle principali aziende internazionali del mondo del gioco, come la Wizards of the Coast (Magic: l'Adunanza) e la Rackham (Confrontation).
Collabora inoltre con editori di fumetti, in particolare con la americana Dark Horse Comics.
Dal 2007 si è dedicato allo sviluppo di un proprio universo fantastico originale, Dust, un connubio di storia alternativa e fantascienza, per i quali ha realizzato giocattoli, fumetti e giochi da tavolo.